# Étienne de Champflour
Pour les articles homonymes, voir Champflour.
Étienne de Champflour, né le 17 mai 1646 à Clermont-Ferrand et mort le 26 novembre 1724 à La Rochelle, est un théologien et prélat français, évêque du diocèse de La Rochelle de 1702 à 1724.

## Biographie
Étienne de Champflour est le fils de Jean de Champflour, seigneur de Loradoux, de Trémolines, de Montdésir, de La Croix, de Dorade et de Fleury, conseiller en la Cour des aides de Clermont, visiteur général des gabelles d'Auvergne, et de Marie Jacquette Fayet.
Après son passage au collège des Jésuites de sa ville natale, il rejoint Paris pour ses études en théologie et prendre ses grades en Sorbonne. Il rejoint le Séminaire de Saint-Sulpice en 1664, obtenant sa licence en théologie.
Admis par Alexandre Le Ragois de Bretonvilliers au sein de la Compagnie des prêtres de Saint-Sulpice en 1672, il devient directeur de la Solitude à Issy. Il devient professeur au séminaire de Limoges, tenu par les Sulpiciens, en 1681.
Chanoine de la cathédrale de Clermont (en remplacement de son oncle), professeur au séminaire de Clermont et vicaire général de l'évêque de Clermont François Bochart de Saron, il est nommé, le 3 décembre 1702, évêque de La Rochelle.
Confirmé le 14 mai 1703, il est consacré en juin par Paul Godet des Marais, évêque de Chartres, et il entre dans la ville le 26 juillet. Il contribue à la fondation de l'hôpital Saint-Étienne, encourage les missions du célèbre Père Louis-Marie Grignion de Montfort dans cette ville, crée la Dames Blanches, dirigé par les religieuses de Notre-Dame de la Charité, dites Dames Blanches, fonde les écoles chrétiennes pour les enfants pauvres et d'autres institutions.
Il meurt à près de 80 ans, le 26 novembre 1724, et est inhumé dans la chapelle de l'hôpital général de Saint-Louis.
Peu de temps avant sa mort, le Pape, en récompense du zèle qu'il avait montré contre les adversaires du Saint-Siège, lui avait fait don pour la cathédrale des reliques de saint Séveran et de sainte Jucondine.
Il est l'oncle de Jean-Baptiste de Champflour, évêque de Mirepoix.

## Hommages
- Foyer catholique d'étudiants Mgr Etienne de Champflour, La Rochelle

## Publications
- Instruction pastorale de MM. les évêques de Luçon [Jean-François de Lescure de Valdéril] et de La Rochelle [Étienne de Champflour] au clergé et au peuple de leurs diocèses sur le livre intitulé "Justification des Réflexions sur le Nouveau Testament", etc., composé par Messire Jacques-Benigné Bossuet, évêque de Meaux (1712)
- Instruction pastorale de messeigneurs les evêques de Luçon et de La Rochelle. Au clergé & au peuple de leurs diocèses. Sur le livre intitulé "Justification des réflexions sur le Nouveau Testament, &c." composé par messire Jacques Benigne Bossuet evêque de Meaux (1711)
- Ordonnance et instruction pastorale de MM. les évêques de Luçon [Jean-François de Lescure de Valdéril] et de La Rochelle [Étienne de Champflour] au clergé et au peuple de leurs diocèses, portant condamnation d'un livre intitulé : "Le Nouveau Testament en françois, avec des Reflexions morales sur chaque verset [par le P. Quesnel], où l'on montre la conformité de la doctrine de l'auteur des Reflexions, avec la doctrine des cinq propositions et du livre de Jansenius... (1710)
- Ordonnance et Instruction pastorale... portant condamnation d'un imprimé intitulé : "Cas de conscience proposé par un confesseur de province, touchant un ecclésiastique qui est sous sa conduite, et résolu par plusieurs docteurs de la Faculté de théologie de Paris" (1704)